# ماکسیم راس
ماکسیم راس (انگلیسی: Maxime Ras؛ زادهٔ ۱۴ ژوئیهٔ ۱۹۸۸) بازیکن فوتبال اهل فرانسه است.